# Věra Gissingová
Věra Gissingová, rodným jménem Věra Diamantová (4. července 1928, Čelákovice – 14. března 2022), byla česko-britská spisovatelka, překladatelka a jedno z „Wintonových dětí“.

## Biografie
Narodila se v Čelákovicích u Prahy a v roce 1939 byla jedním z československých židovských dětí, které britský makléř a humanitní pracovník Nicholas Winton zachránil před transportem do koncentračního tábora zajištěním odjezdu vlakem do Spojeného království. Po skončení druhé světové války, kdy během holocaustu zahynula většina její rodiny v koncentračních táborech, se vrátila zpět do Československa, kde žila až do roku 1948, poté opět emigrovala do Spojeného království.
Je autorkou autobiografické knihy Perličky dětství, složené „nejen z osobních vzpomínek na léta těsně předválečná, válečná, ale také z deníkových záznamů a dopisů, které si Věra psala především s rodiči a posléze také se sestrou.“

## Dílo
- GISSINGOVÁ, Věra. Perličky dětství. [s.l.]: Odeon, 1992. 187 s. ISBN 80-207-0389-6.
- GISSINGOVÁ, Věra; EMANUELOVÁ, Muriel. Nicholas Winton a zachráněná generace. [s.l.]: X-Egem, 2002. 208 s. Dostupné online. ISBN 80-7199-063-9.